# Llista de medallistes olímpics de voleibol platja
Aquesta és una llista dels medallistes olímpics de voleibol platja:

## Medallistes

### Categoria masculina
| Edició       | Or                                         | Argent                                     | Bronze                                           |
| 1996 Atlanta | Estats UnitsKarch Kiraly · Kent Steffes    | Estats UnitsMichael Dodd · Mike Whitmarsh  | CanadàJohn Child · Mark Heese                    |
| 2000 Sydney  | Estats UnitsDain Blanton · Eric Fonoimoana | BrasilZé Marco de Melo · Ricardo Santos    | AlemanyaAxel Hager · Jörg Ahmann                 |
| 2004 Atenes  | BrasilRicardo Santos · Emanuel Rego        | EspanyaJavier Bosma · Pablo Herrera        | SuïssaStefan Kobel · Patrick Heuscher            |
| 2008 Pequín  | Estats UnitsTodd Rogers · Phil Dalhausser  | BrasilMarcio Araujo · Fabio Luiz Magalhães | BrasilRicardo Santos · Emanuel Rego              |
| 2012 Londres | AlemanyaJulius Brink · Jonas Reckermann    | BrasilAlison Cerutti · Emanuel Rego        | LetòniaMārtiņš Pļaviņš · Jānis Šmēdiņš           |
| 2016 Rio     | BrasilAlison Cerutti · Bruno Oscar Schmidt | ItàliaDaniele Lupo · Paolo Nicolai         | Països BaixosAlexander Brouwer · Robert Meeuwsen |

### Categoria femenina
| Edició       | Or                                                   | Argent                                   | Bronze                                        |
| 1996 Atlanta | BrasilJackie Silva · Sandra Pires                    | BrasilMonica Rodrigues · Adriana Samuel  | AustràliaNatalie Cook · Kerri Pottharst       |
| 2000 Sydney  | AustràliaNatalie Cook · Kerri Pottharst              | BrasilAdriana Behar · Shelda Bede        | BrasilAdriana Samuel · Sandra Pires           |
| 2004 Atenes  | Estats UnitsKerri Walsh · Misty May                  | BrasilShelda Bede · Adriana Behar        | Estats UnitsHolly McPeak · Elaine Youngs      |
| 2008 Pequín  | Estats UnitsKerri Walsh · Misty May                  | R.P. de la XinaTian Jia · Wang Jie       | R.P. de la XinaXue Chen · Zhang Xi            |
| 2012 Londres | Estats UnitsMisty May-Treanor · Kerri Walsh Jennings | Estats UnitsJennifer Kessy · April Ross  | BrasilJuliana Felisberta · Larissa França     |
| 2016 Rio     | AlemanyaLaura Ludwig · Kira Walkenhorst              | BrasilÁgatha Bednarczuk · Bárbara Seixas | Estats UnitsApril Ross · Kerri Walsh Jennings |